# Annerstads landskommun
Annerstads landskommun var en tidigare kommun i Kronobergs län.

## Administrativ historik
När 1862 års kommunalförordningar trädde i kraft inrättades i Sverige cirka 2 500 kommuner. Huvuddelen av dessa var landskommuner (baserade på den äldre sockenindelningen), vartill kom 89 städer och åtta köpingar. I Annerstads socken i Sunnerbo härad i Småland inrättades då denna kommun.
Annerstad kommun tillhörde Lidhults landsfiskaldistrikt, Sunnerbos fögderi och domsaga, samt Sunnerbo härads väghållningdistrikt.
Vid kommunreformen 1952 bildade den storkommun genom sammanläggning med de tidigare kommunerna Angelstad, Nöttja och Torpa.
År 1971 upplöstes den och gick upp i Ljungby kommun.
Kommunkoden mellan 1952 och 1970 var 0731.

### Kyrklig tillhörighet
I kyrkligt hänseende tillhörde kommunen Annerstads församling. Den 1 januari 1952 tillkom församlingarna Angelstad, Nöttja och Torpa. 

## Geografi
Annerstads landskommun omfattade den 1 januari 1952 en areal av 45 089 hektar , varav 38 941 hektar land sedan storkommunen hade bildats. Annerstad är beläget omkring Bolmån och sjön Bolmens södra del. Småkuperade trakter bevuxna med skog och ljungdhedar omväxlande med jämnare områden med mossar och kärr. Knappt 1/10 av arealen har varit uppodlad. Jorden är sand- och grusblandad.

## Befolkning
|      | Antal invånare | Källa                                                                          |
| ---- | -------------- | ------------------------------------------------------------------------------ |
| 1870 | 1462           | Konungariket Sverige: delen. 1.-2. afd. Götaland - Sida 319                    |
| 1874 | 1 429          | Konungariket Sverige: delen. 1.-2. afd. Götaland - Sida 319                    |
| 1880 | 1360           |                                                                                |
| 1921 | 1 091          | Svenska orter : atlas över Sverige med ortbeskrivning / Del I : ortbeskrivning |
| 1931 | 1 075          | Svenska orter : atlas över Sverige med ortbeskrivning / Del I : ortbeskrivning |
| 1940 | 1 041          | Kort om Annerstad                                                              |
| 2006 | 571            | Kort om Annerstad                                                              |

Socknens största befolkning var under 1870-talet sedan minskade befolkningen. Den snabba befolkningsminskningen inträffade efter andra världskriget. I Annerstads landskommun fanns den 1 november 1960 ingen tätort. Tätortsgraden i kommunen var då alltså 0,0 procent.

### Bebyggelse i byar och hemman
Herrgård i  Skeen; Herrgården omfattar Skeen. nr 1—5, 73/128 mantal, Viggåsa nr 1, 5/256 mantal, nr 2, 75/2952 mantal, Hallarp nr 1—6, 2 1/24 mantal, 781/4096 mantal, Norret nr 1, 1/2 mantal, Norretstorp nr 1, 1/8 mantal, ägare Strömsnäs bruks AB, areal 2 443 hektar, därav 134 hektar åker, 1 344hektarskog, taxeringsvärde för jordbruksfastigheterna 440 700 kr., därav 244 200 jordbruksvårde och 196 500 skogsvårde. Skeens herrgård flyttades 1953 från sin plats till Vivljunga av denna hembygdsförening.
Byar och gårdar i församlingen:
- Annerstad, Se detta uppslagsord
- Björkeberg gårdar I Angelstad 5 km ostsydost om kyrkan; 2 jordbruksfastigheter Taxeringsvärde för jordbruksfastigheter 8 400 kr. därav 6 700 jordbruksvärde och 1 700 skogsvärde.
- Bolmaryd: By med 5 jordbruksfastigheter. Taxeringsvärde för jordbruksfastigheter 87 000 kr. därav 75 600 jordbruksvärde och 11400 skogsvärde. Kvarn och såg taxerade som annan fastighet fört 10000 kr.
- Byholma: Se uppslagsordet Byholma.
- Bökhult: By med 7 jordbruksfastigheter. Taxeringsvärde för jordbruksfastigheter 47 200 kr, därav 42 000 jordbruksvärde och 5 200 skogsvärde.
- Djurarp By med 4 jordbruksfastigheter och 1 annan fastighet. Taxeringsvärde för jordbruksfastigheter  33 100 kr. därav 21 800 jordbruksvärde och 11 300 skogsvärde och för annan fastighet 500 kr.
- Fårtorp: By med 8 jordbruksfastigheter och 1 annan fastighet. Taxerade till för jordbruksfastigheterna 62 300 kr. därav 52 800 jordbruksvärde och 9 500 skogsvärde och för annan fastighet 1000 kr.
- Grimshult  By med 9 jordbruksfastigheter och 7 andra fastigheter. Taxeringsvärde för jordbruksfastigheter 43 500 kr. därav 37 000 jordbruksvärde och 6 500 skogsvärde samt för andra fastigheter 21400 kr.
- Hallarp:  By med 3 jordbruksfastigheter, 2 andra fastigheter. Taxeringsvärde för jordbruksfastigheter 9 000 kr, därav 8 600 jordbruksvärde och 400 skogsvärde, för andra fastigheter 2 700 kr.
- Jungfrugård by i Annerstads 2 km ostsydost om kyrkan med 4 jordbruksfastigheter, 1 annan fastighet. Taxeringsvärde för jordbruksfastigheterna 21 300 kr, därav 19 700 kr jordbruksvärde och 1 600 skogsvärde och för annan fastighet 2 000 kr.
- Lillarp: By med 5 jordbruksfastigheter och 1 annan fastighet. Taxerade till för jordbruksfastigheter 25 600 kr, därav 21400 jordbruksvärde och 4 200 skogsvärde och för annan fastighet 1000 kr.
- Marsjö  By med 11 jordbruksfastigheter. Taxeringsvärde för jordbruksfastigheterna 54 600 kr. därav 49 000 jordbruksvärde och 5 600 skogsvärde.
- Romborna: By med16jorbrukksfastigheter och 2 andra fastigheter. Taxeringsvärde för jordbruksfastigheterna 95 000kr, därav 84100 kr i jordbruksvärde och 10 900 kr i skogsvärde och för annan fastighet 1000kr.
- Skeen: Herrgård, gård och lägenheter i  Annerstad. 5 jordbruksfastigheter och 5 andra fastigheter. Taxeringsvärde för jordbruksfastigheter 546 700 kr. därav 278 800 i jordbruksvärde och 199 900 kr i skogsvärde samt 68 000 kr tomt- och industrivärde för annan fastighet.

- Skogaryd. By med 16 jordbruksfastigheter och 5 andra fastigheter. Taxeriongsvärde för jordbruksfastigheter 62 800 kr, därav 40 700 kr i jordbruksvärde och 22100 kr  i skogsvärde, för andra fastigheter 6 700 kr.
- Skäckarp: By med 8 jordbruksfastigheter och 1 annan fastighet. Taxeringsvärde för jordbruksfastigheter 72 400 kr, därav 50 800 kr jordbruksvärde och 21 600 kr skogsvärde samt för annan fastighet 600 kr,
- Tjuvarp: By med 4 jordbruksfastigheter. Taxeringsvärde för jordbruksfastigheter 28 000 kr., därav 22 600 kr jordbruksvärde och 5 400 kr skogsvärde.
- Västraby: by i Annerstad  3,2 km öster om kyrkan med 4 jordbruksfastigheter. Taxeringsvärde för jordbruksfastigheter 29 900 kr, därav 28 100 kr jordbruksvärde och 1 800 kr skogsvärde-
- Viggåsa: By  med 10 jordbruksfastigheter och 1 annan fastighet. Taxeringsvärde för jordbruksfastigheter 70 100 kr, därav 48 100 kr jordbruksvärde och 22 000 kr skogsvärde samt för annan fastighet 1000 kr.
- Äspenäs by  3 km sydsydväst om Byholma station med 4 jordbruksfastigheter. Taxeringsvärde för jordbruksfastigheter  22 700 kr, därav 19 000 jordbruksvärde och 3 700 skogsvärde.
- Öjarp: By med 13 jordbruksfastigheter och 2 andra fastigheter. Taxeringsvärde för jordbruksfastigheter 48 600 kr, därav 43 500 jordbruksvärde och 5100 kr skogsvärde, och annan fastighet 3 000 kr.
- Östraby: gårdar och lägenheter i  Annerstad 3,2 km öster om kyrkan; 2 jordbruksfastigheter och 1 annan fastighet. Taxeringsvärde för jordbruksfastigheter  24 900 kr, därav 23 300 kr jordbruksvärde och 1 600 skogsvärde, och för annan fastighet1 000 kr.
- Kanarp  komministerboställe i Annerstad 2,5 km sydost om kyrkan. Omfattar Kanarp nr 1, 1/2 mantal, taxeringsvärde för jordbruksfastighet 22 200 kr, därav 14100 kr jordbruksvärde och 8100 kr skogsvärde samt för annan fastighet  6 000 kr.
- Norrnäs: Gård i  Annerstads taxerad som jordbruksfastighet 10 600 kr., därav 8 600 kr jordbruksvärde och 2 000 skogsvärde ; utägor se Sundranäs.
- Sundranäs Statsdomän med kronopark i Annerstad. Kronoparken består av utägor till Sundranäs nr 1, 1 mantal, Norrnäs nr 1, 1/2 mantal; areal 674 hektar, därav 319 hektar skog, taxeringsvärde för jordbruksfastigheten 118 300 kr, därav 23 600 jordbruksvärde och 94 700 kr skogsvärde; inägor till Sundranäs nr 1, 1 mantal, taxeringsvärde för jordbruksfastighet 17 700 kr, därav 12 300  kr i jordbruksvärde och 5 400 kr skogsvärde. Se Sundranäs naturreservat.

## Historia
Vid sänkningen av Bolmen 1847-1850 grävdes en kanal av 600 meters längd jämte det naturliga utloppet, Bolmån. Kanalen sänkte Bolmen med tre fot – lite mindre än en meter. Kanalen är idag en åfåra norr om den naturliga som leder till en kraftverksdamm i Skeens kraftverk som byggdes klart 1953. Dammen lade Skeens gård som var belägen på en ö i Bolmån under vatten. Huvudbyggnaden på gården räddades genom att flyttas till Hinneryd. Den används där som samlingslokal döpt till Skeensgården. Dammen fick på 1980-talet början intaget av Sydvattens Bolmentunneln, Tunneln för Bolmenvatten är 80 kilometer lång och går till Perstorp. Ledningar för vattnet sedan vidare till Ringsjöns vattenverk som behandlar dricksvattnet och sedan konsumeras vattnet i flera kommuner i västra Skåne.

## Storkommunens bildande
Inför bildandet av storkommuner innebar  länsstyrelsernas förslag oftast att storkommuner skulle få stationssamhällen eller industrisamhällen som huvudorter. Vissa kommuners motstånd mot sådana kommunbildningar hade sin grund i den lokala identiteten i ortens karaktär. Annerstads och Torpas krävde att Annerstad, Torpa och Nöttja kommuner skulle bli en storkommun. som då skulle ha ett befolkningsunderlag på 2488 invånare 1946. Förslaget hade avsikten att Bolmens stationssamhälle i dåvarande Angelstad kommun inte skulle bli en del av storkommunen. Frågan behandlas i protokoll från Annerstads kommunalfullmäktige 1947-03-30, och protokoll från Torpa kommunalfullmäktige 1947-03-23. I den bildade storkommunen ingick trots motståndet Angelstad som en del.

## Landskommunens centrum
Annerstad medeltida kyrka med dess moderna efterträdare var kyrksocknen naturliga centrum. På platsen finns  ännu kyrkogården med två bevarade medeltida gravhällar samt grundstenar av den medeltida kyrkans södra långvägg. Invid landsvägen ligger sockenstugan byggd 1868 för kommunens ledning men också som skola 1868 till 1965 och intill ligger kyrkobodarna från 1922, bägge målade i faluröd färg på locklistpanel. Norr om landsvägen ligger prästgården som uppfördes 1936. Prästgården låg innan väster om den gamla kyrkogården. Söder om kyrkan ligger förutvarande ålderdomshem Björkliden byggt 1964. Det är en tvåvånings byggnad i gult tegel som efter tiden som äldreboende har varit vandrarhem och använts för konferenser. Det fanns ett äldre ålderdomshem vid landsvägen som Björkliden ersatte. Ålderdomshemmet var tillsammans med skolbygget i Torpa Annerstads landskommuns sista större byggprojekt.

## Kommunikationer
Inom kommunen fanns  under slutet av 1800-talet ångbåtstrafik på båda de stora sjöarna Bolmen och Kösen. På 1930-talet drevs busslinjerna Byholma — Ränte  som var postförande, med järnvägsförbindelse i Byholma  och busslinjen Vrå—Petersburg—Ränte. Riksväg 25 från Kalmar till Halmstad går genom Annerstad. Vägen har sedan 1940-talet fått delvis ändrad sträckning genom Annerstad tre gånger.  Skeen är utgångspunkt för en väg utmed Bolmens östra strand till norra ändan av sjön. Fem kilometer åt väster börjar vägen utmed sjöns västra strand. Halmstad-Bolmens järnväg, var i trafik 1889-1966, med stationerna Byholma och hållplatsen  Piksborg inom kommunen. Banvallen finns kvar som cykelleden Banvallsleden som löper från Halmstad till Karlshamn.
Byholma flygbas anlades i början av 1960-talet. Det var en modern flygbas som ledd från Skånska flygflottiljen men basen lades ner under  2000-talet. Efter stormen Gudrun som fällde mycket skog, blev landningsbanan upplagsplats för det stormfällda virket. 1 miljon kubikmeter och  Byholmabasen blev Europas största timmerupplag. Upplaget blev ett besöksobjekt för turister i Ljungby.

### Annerstad och nedläggningen av järnvägen
I september 1965 hölls ett möte med kommunalnämnder om försäljning av fastigheter från SJ. Annerstads kommunalnämnd menade att priserna avgjorde om kommunen kunde köpa fastigheterna.1966 köpte Annerstad kommun mark och fastigheter från SJ bland annat stationer och bangårdsområden. Piksborgs stationsområde ville Annerstad bevara till kommande generationer . Piksborgs station består därför fortsatt 2020. Annerstad köpte fastigheter för omkring 147 000 kronor inklusive linjemark vid banvallen.

## Försörjning och jordbruk
Huvudnäring var jordbruk med boskapsskötsel. I byn Skeen fanns 1930 en kvarn och såg vid ett fall i Bolmån. Invånarna livnärde sig av jordbruk, men det fanns ett inslag av sågverksarbete. I det moderna Annerstad arbetar de flesta inom industri och service och pendlar oftast närliggande orter.
1940 försörjde de allra flesta av befolkningen på jord- och skogsbruk. Förändringen drabbade de små jordbruken som inte kunde stå för hela familjeförsörjningen. Industrialiseringen påskyndade omflyttning då människor flyttade till större tätorter. Andra valde att arbetspendla till Ljungby eller till  tätorterna i Halland. Antalet mjölkböndernas antal speglar denna utveckling. Under de två  årtiondena på 1940- och 1950-talen levererade fortsatt tusentals små leverantörer mjölk i Ljungby kommun och många lämnade  mindre än en mjölkkanna på 50 liter per dag.. Ljungby andelsmejeri och Skånemejerier gick samman på 1980-talet. Då hade antalet mjölkbönder blivit bara 300 kvar och 40 år senare finns bara omkring 60 mjölkleverantörer i Ljungby kommun.

### Markanvändning och jordbruk 1927
Kommunens areal 1931 var 13 800 har, varav 12 051 var land. Och markanvändningen på olika ägoslag var enligt jordbruksräkningen 1927: åker 1101 hektar, trädgård 8 hektar, slåtteräng 175 hektar, betesmark 554 hektar, skogsmark 5 466 hektar och övrig mark 4 747 hektar. Antalet brukningsdelar var 1927: 191 stycken. Åkerjordens fördelning 1927 på olika grödor: vete 15 hektar, råg 136, korn 1, havre 359, blandsäd 8, grönfoder 24, potatis 74, foderrotfrukter 26, vall 423 och träda 35. Antalet husdjur 1927: hästar 173, nötkreatur 1059, får 258, getter 2, svin 742, fjäderfän 3 760 och bisamhällen 167. 

### Markanvändning och jordbruk 1966
Den sammanlagda åkerarealen var 1966 i Annerstad sockens område 996 hektar åker varav 240 hektar arrenderades och 756 var egenägd åker. Det fanns dessutom 133 hektar kultiverad betesmark 1966.  Brukningsdelarna hade minskat till 91, mindre än hälften jämfört med 1927 och av dessa hade 20 brukare 2-5 hektar åker, 40 hade 5-10 hektar och 13 hade 10-15 hektar 9 hade 15-20 hektar 6 hade 20-30 hektar åker och 3 hade 30-50 hektar åker. 
Åkerns användning 1966: Vårvete 3 hektar, höstråg 4, korn 124, havre 131, blandsäd 60, grönfoder 14, slåttervall 443, betesvall 164, potatis 20 hektar, foderrotfrukter 1, träda 9  och obrukad åker 24 hektar. Utvecklingen från 1927:  Vete och framförallt rågen hade minskat mycket. Havren hade reducerats till nästan bara en tredjedel medan blandsäden var den stora vinnaren bland sädesslagen med mer än sexfaldig ökning. Slåttervallen var oförändrat störst på åkern och odlad betesvall var också stor. Potatis hade minskat till mindre än en tredjedel. Fortsatt visar odlingen på att foderproduktion till djurhållningen var inriktningen på odlingen och mycket lite växtodling för mänsklig  konsumtion förekom.
1966 hade Annerstad sammanlagt 54 hästar varav 38 kallblodiga och 7 övriga och 9 unghästar. Antalet nötkreatur var totalt 1 301 varav 496 kor, 184 levande kvigor och 100 kvigor som gått till slakt, 145 tjurar/stutar och 376 kalvar. Antalet hästar hade minskat som förväntat medan totala antalet nötdjur ökat.

## Skolor fram till 1952
De sex skolor som omnämns i avsnittet nedan var inom Annerstads kommun innan storkommunen bildades 1952. Annerstads kyrkskola var kommunens första fast skola byggd 1868
Tre folkskolor till sjätte eller sjunde klass
- Annerstads kyrkskola. Årskurs 1-2 och 3-6. Kyrkskolan fungerade som skola till 1965 men inte som lågstadium från 1952. Bara årskurs 3-4 från 1963-1965.
- Bolmarö småskola  Årskurs 1 - 2 med Bolmarö folkskola 3 - 7. Skola fortsätter under storkommunen.
- Viggåsa folkskola årskurs 1 - 6 Skolan nedlagd då storkommunens bildades,

Tre småskolor till årskurs 2
- Nyebro småskola 1 - 2. Skolan kvar efter storkommunens tillkomst ända till 1970.
- Marsjö skola. Årskurs 1-2. Skolan nedlagd då storkommun bildades.
- Byholma skola. Årskurs 1-2. Skola nedlagd då storkommunen bildades.[15]

## Skolor efter 1952[16]
| Skolans nr | År med examenskataloger        | Skolans namn                                          | Årsklasser på skolorna | Församling där skolan ligger |
| 1          | 1952-1965                      | Annerstad folkskola klass 3 - 4                       | Endast årskurs 3-4 på skolan 1963-1965. Kyrskolan 2023 församlingshem i Annerstad. | Annerstad församling         |
| 2          | 1953-1963                      | Bolmarö små- och folkskola klass 1 - 6                | Alla sex åren i folkskolan men efter 1963 lågstadiet och åk 3-4 Nöttja Bolmarö skolor till 1970. Nöttja skola användes för lågstadiet men skolan lades ner 1970. | Annerstads församling        |
| 2          | 1963-1970                      | Bolmarö skola kl 3 - 6                                | Endast vissa klasser i folkskolan. En skola som heter Bolmsöskolan drivs fortfarande i Ljungby kommun 2023. | Annerstad församling         |
| 3          | 1952-1963 1964-1970 Lågstadiet | Nyebro småskola kl 1 - 2                              | Endast småskola | Annerstad församling         |
| 4          | 1952-1963                      | Bolmstad små- och folkskola 1 - 4                     | Bolmstad skola endast åk 3 - 4 1964-1965. Skolan nedlagd på 1960-talet, | Angelstad församling         |
| 5          | 1952-1958                      | Angelstad folkskola kl 3 - 7                          | Endast de högre klasserna i folkskolan. Nuvarande församlingshemmet i Angelstad var tidigare skola uppförd 1867, den nuvarande skolans äldsta byggnad är från 1919 och har kompletterats av flera nyuppförda byggnader. Skolan är fortsatt F-6 skola i Ljungby kommun 2023                                                                             | Angelstad församling         |
| 5          | 1958-1963 1963-1971            | Angelstad folkskola kl 5 - 7 Angelstad skola kl 3 - 6 | Bara de högsta klasserna i folkskolan 1958-1963. | Angelstads församling        |
| 6          | 1952-1963                      | Stavsjö småskola kl 1 - 2                             | Småskola till 1963 sedan nedlagd. Skolhuset var byggt av tegel. Det blev sedan en privatbostad. 2004 totalförstördes huset av en brand. | Angelstads församling        |
| 7          | 1952-1963                      | Nöttja småskola kl 1 - 2                              | 1894 brann skolan i Nöttja. Kommunen inköpte därefter ett större bostadshus i Malmaryd Södergård och flyttade detta till Nöttja. Skolan var för årskurs 1-6 från 1952 men blev sedan bara småskola till 1963 sedan Nöttja Bolmarö skolor, Nöttja skola användes som småskola till 1970 och ledes sedan ned. Sedan skänktes skolan till församlingshem. | Nöttja församling            |
| 7          | 1952-1963                      | Nöttja folkskola kl 3 - 6                             | Folkskola till 1963 sedan bara åk 3-4. | Nöttja församling            |
| 8          | 1952-1962                      | Gashult småskola kl 1 - 2                             | Småskola till 1962 sedan nedlagd. Ombyggt till fritidshus som brann ner i januari 2007. Åtta år senare var inte ruinerna efter skolan rivna. | Torpa församling             |
| 9          | 1953-1970                      | Torpa småskola kl 1 - 2                               | Småskola hela tiden storkommunen finns. | Torpa församling             |
| 9          | 1952-1963 1963-1971            | Torpa skola klass 3 - 7 Torpa skola klass 3-6         | Folkskola hela tiden storkommunen finns. 1964 byggs tre nya skolbyggnader i Torpa. Skolan lades ner 2011 och de tre byggnaderna från 1960-talet revs 2023. | Torpa församling             |

## Taxering och skatteuppbörd 1930
Kommunens taxerade fastighetsvärde var 1880 470,100 kr.
Taxeringsvärde å skattepliktig fastighet var1930: för jordbruksfastigheter 1 885 900 kr., varav 1 269 300 jordbruksvärde och 538 600 skogsvärde med 78 000 i  tomtvärde och industrivärde och för andra fastigheter 275 000 kr. 
Taxeringsvärde för skattefri fastighet 1930: å andra fastigheter tillhörig kommuner med flera 65 500 kr., varav kyrka 30 000 kr, 6 folkskolor 26 500 och ålderdomshem 6 000. 
Till kommunal inkomstskatt taxerad inkomst 1930: svenska aktiebolag och solidariska bankbolag 1310 kr., andra skattskyldiga 261 942. Antal skattekronor var 1931 2140. Kommunalskatt utdebiterades 1931 med 9,70 kr., varav borgeriiga kommunen tog 4,40, kyrkan 3,10 och skolan 2,20. Landstingsskatt var 1931: 2,00 kr. Vägskatt (1931): 0,25 kr. per fyrk. 

### Tillgångar och skulder
Tillgångar utgjorde 31/12 1928: borgerlig kommun 24 578 kr., varav fastigheter o kronor , kyrkliga kommunen 55 365 kr, varav fastigheter 45 000. Skulder  den 31/12 1928: borgeriiga kommunen 0 kr, kyrkliga kommunen 28 455 kr.

## Politik

### Mandatfördelning i valen 1938–1966
| 7 | 13 |

| 20 |

| 5 | 15 |

| 20 |

| 7 | 2 | 11 |

| 20 |

| 8 | 2 | 17 | 5 | 3 |

| 35 |

| 8 | 2 | 16 | 5 | 3 |

| 34 |

| 7 | 3 | 17 | 4 | 4 |

| 34 |

| 7 | 2 | 17 | 5 | 4 |

| 33 |

| 2 | 5 | 18 | 5 | 5 |

| 32 |